# Burg Gröbzig
Burg Gröbzig, auch Schloss Gröbzig genannt, ist der Rest einer Burg in Gröbzig im Landkreis Anhalt-Bitterfeld in Sachsen-Anhalt und ist heute nur noch durch den Schlossturm erhalten. Im örtlichen Denkmalverzeichnis ist das Bauwerk unter der Erfassungsnummer 094 09930 als Baudenkmal verzeichnet.

## Geschichte
1291 hat ein anhaltinischer Vogt seinen Sitz auf der Burg. Die Burg fand eine urkundliche Erwähnung bei einer Überschreibung von Gütern von Fürst Otto III. von Bernburg an seine Gemahlin Lutrud von Querfurt.  Während des Dreißigjährigen Kriegs wurde das Bauwerk kaum beschädigt. Beim Stadtbrand von 1675 wurde die Haube des Turms schwer beschädigt und 1678 durch eine barocke Haube und das heutige Fachwerkgeschoss ersetzt.
1809 wurde das Schloss, welches seit 1784 leer stand, bis auf den Bergfried aus dem 14. Jahrhundert abgetragen, auch Mauseturm genannt. Die Steine des Schlosses wurden von der jüdischen Gemeinde beim Bau eines Friedhofes am Fuß des Akazienberges genutzt. Der Schlossturm wurde während der DDR-Zeit von Jugendlichen als Station der jungen Naturforscher genutzt. Heute (Stand 2015) befindet sich der Sitz des Gröbziger Heimatvereins im Turm.